# Đại học Curtin
Đại học Curtin, trước đây gọi là Đại học Công nghệ Curtin và Học viện Công nghệ Tây Úc (WAIT), là một trường đại học công lập của Úc có trụ sở tại Bentley, Perth, Tây Úc. Được đặt theo tên của cựu thủ tướng Úc John Curtin, đây là trường đại học lớn nhất ở Tây Úc, với 58.607 (2022) sinh viên.

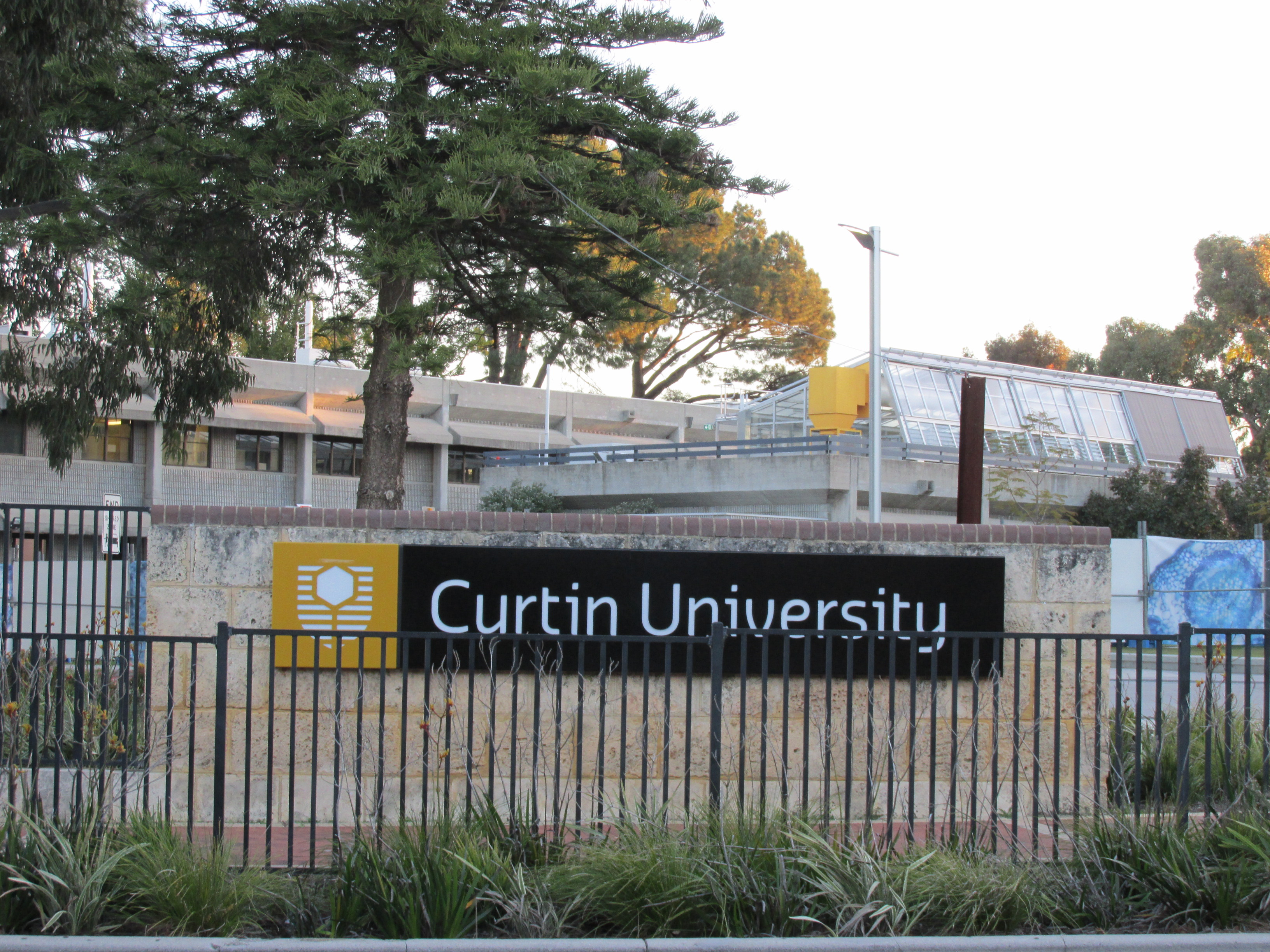
Lối vào nhìn từ Bến xe buýt Đại học Curtin

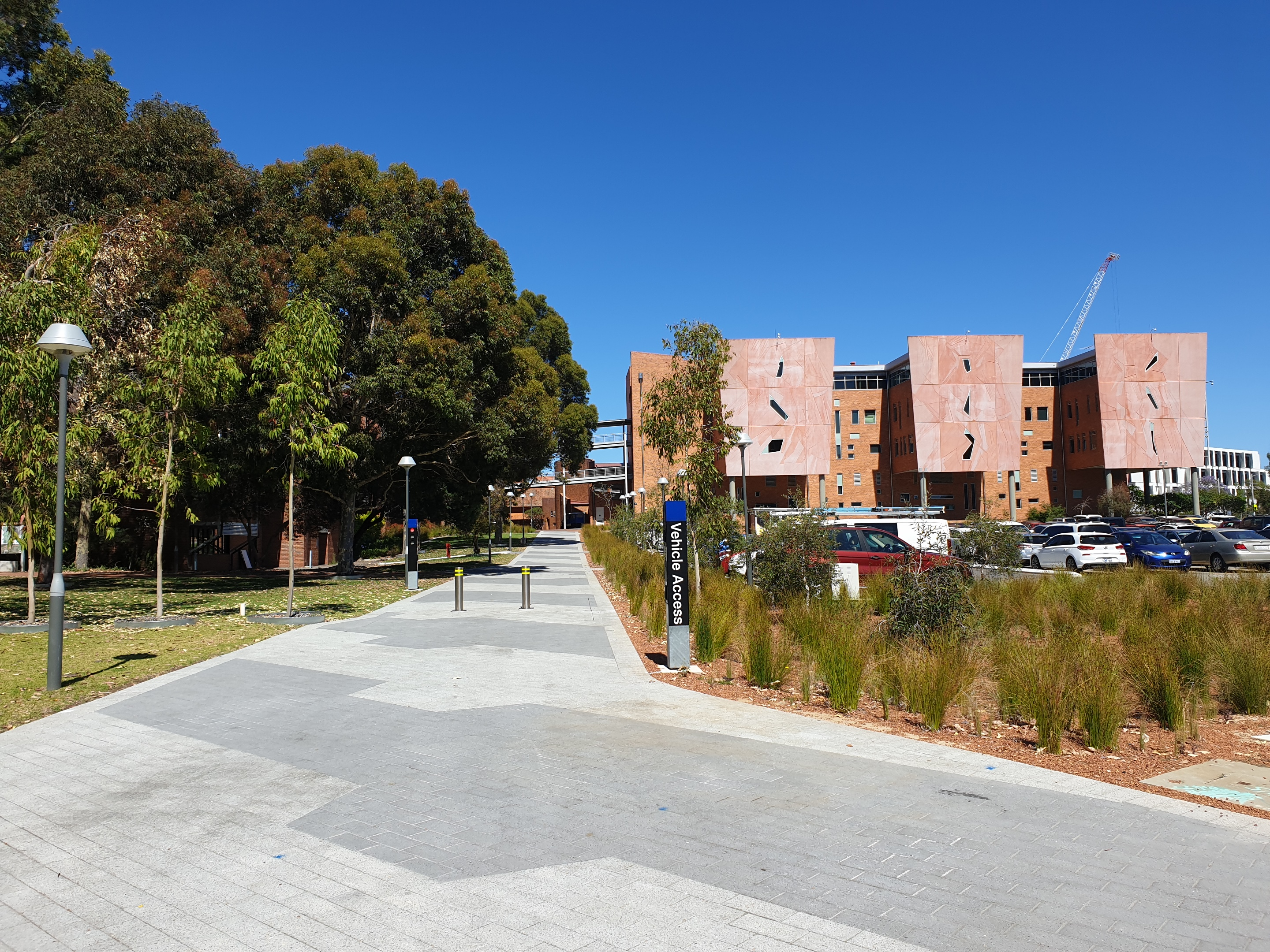
Tòa nhà 408

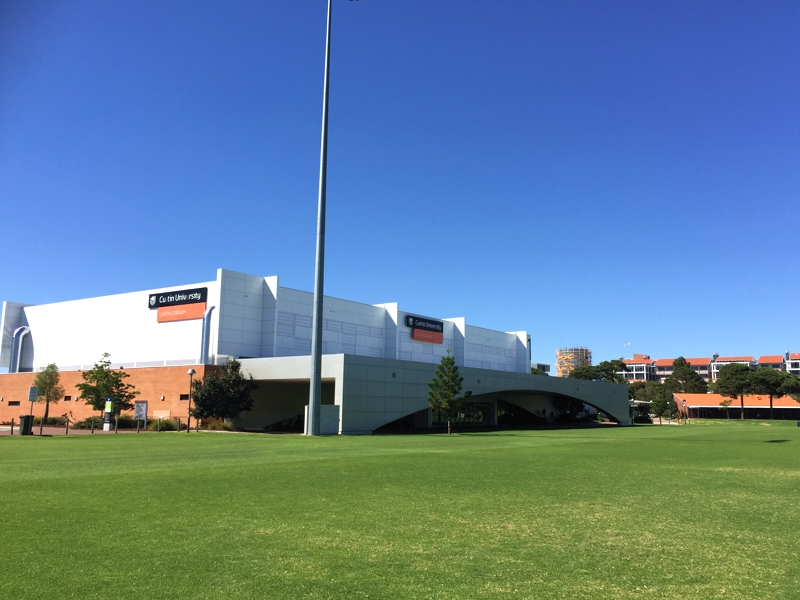
Sân vận động Curtin

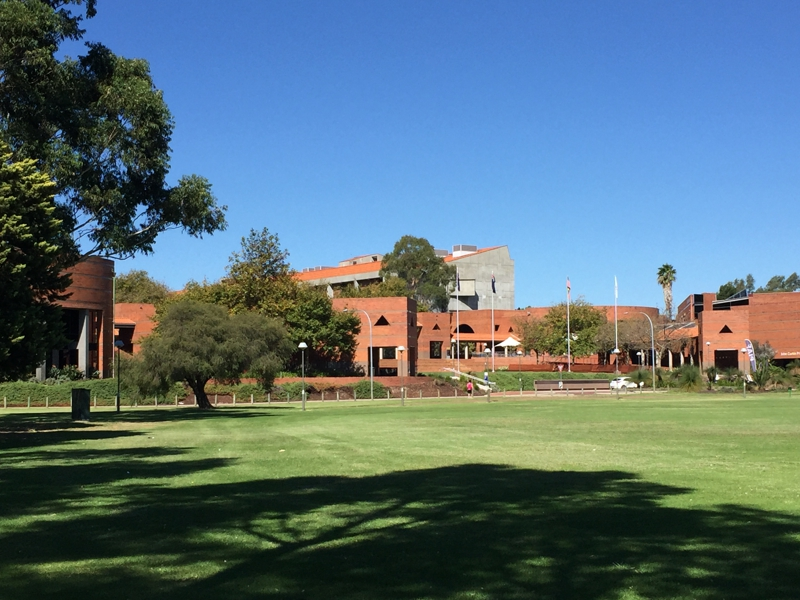
Tòa nhà văn phòng

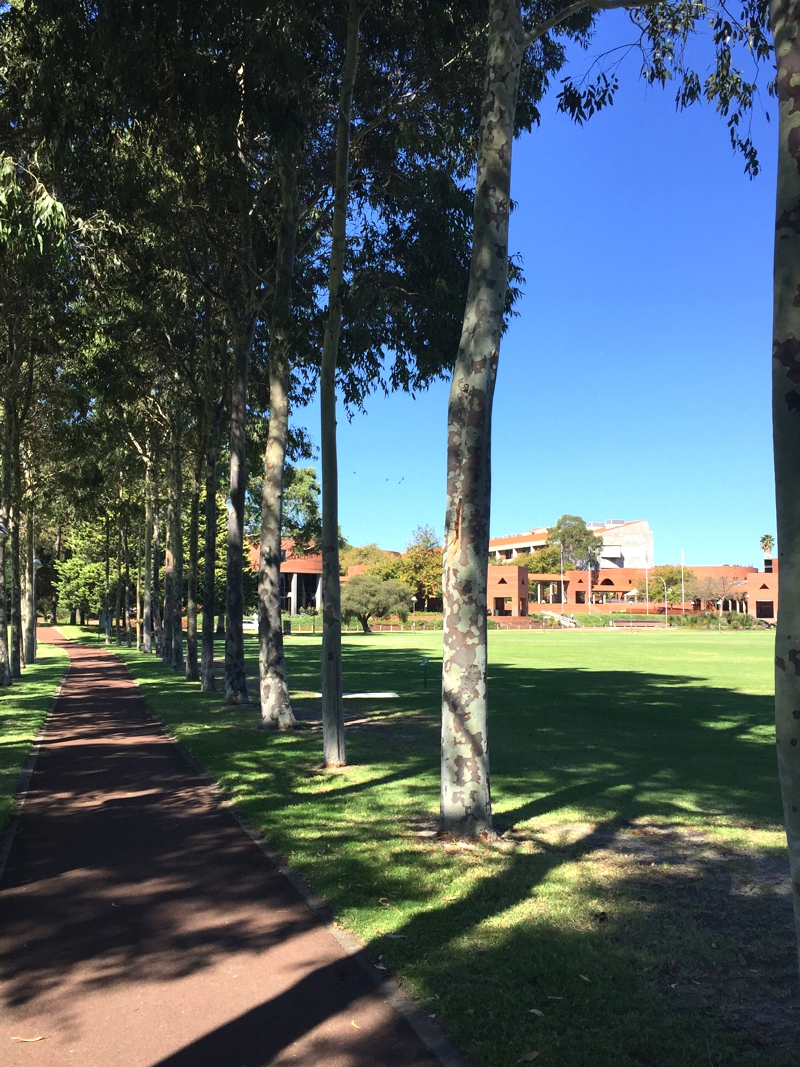
Khu vực sân